# Newport megye
Newport megye az Amerikai Egyesült Államokban, azon belül Rhode Island államban található. Megyeszékhelye Newport, legnagyobb városa Newport. Lakosainak száma 85 643 fő (2020. április 1.). Newport megye Bristol, Washington, Kent és Bristol megyékkel határos.

## Népesség
A megye népességének változása:
| Lakosok száma | 82 900 | 82 323 | 82 210 | 82 397 | 82 423 | 85 643 |
|               | 2010   | 2011   | 2012   | 2013   | 2015   | 2020   |